# Diecéze ajaccijská
Diecéze Ajaccio (lat. Dioecesis Adiacensis, franc. Diocèse d'Ajaccio) je francouzská římskokatolická diecéze, založená ve 3. století. Leží na ostrově Korsika (zaujímá celou jeho rozlohu). Sídlo biskupství a katedrála Nanebevzetí Panny Marie se nachází ve městě Ajaccio. Diecéze je součástí marseillské církevní provincie.
Od roku 2020 je diecézním biskupem Mons. François-Xavier Bustillo.

## Historie
Biskupství bylo v Ajjaciu založeno v průběhu 3. století.
V důsledku konkordátu z roku 1801 bylo k 29. listopadu 1801 zrušeno velké množství francouzských diecézí, včetně diecézí Accia a Mariana, Aleria, Nebbio a Sagone, jejichž území bylo včleněno do diecéze Ajaccio.
Od 8. prosince 2002 je diecéze Ajaccion sufragánem marseilleské arcidiecéze; do té doby byla sufragánní diecézí arcidiecéze Aix.